# Mikel González Martínez
Mikel González Martínez (Arrasate, 24 de setembre de 1985) és un exfutbolista professional basc que ocupava la posició de defensa.
Format al planter de la Reial Societat, puja al primer equip a la temporada 05/06, jugant tres partits a primera divisió. A l'any següent, en el qual els donostiarres perden la categoria, el defensa es consolida, tot disputant altres 19 partits. Ha seguit comptant en l'onze reialista a la Segona Divisió.